# Amir Sadollah
Amir Sadollah, né le 27 août 1980 à Brooklyn, est un pratiquant américain d'arts martiaux mixtes (MMA), d'origine iranienne.
S'entraînant en sambo et ceinture violette de jiu-Jitsu brésilien, il est actuellement dans la catégorie des poids mi-moyens de l'Ultimate Fighting Championship.

## Palmarès en arts martiaux mixtes
| 11 combats     | 6 victoires | 5 défaites |
| Par KO         | 0           | 1          |
| Par soumission | 2           | 0          |
| Sur décision   | 4           | 4          |

| Résultat | Record | Adversaire        | Méthode                  | Événement                                                 | Date              | Round | Temps | Lieu                                   | Notes                    |
| -------- | ------ | ----------------- | ------------------------ | --------------------------------------------------------- | ----------------- | ----- | ----- | -------------------------------------- | ------------------------ |
| Défaite  | 6-5    | Yoshihiro Akiyama | Décision unanime         | UFC Fight Night: Hunt vs. Nelson                          | 20 septembre 2014 | 3     | 5:00  | Saitama, Saitama, Japon                |                          |
| Défaite  | 6-4    | Dan Hardy         | Décision unanime         | UFC on Fuel TV: Struve vs. Miocic                         | 29 septembre 2012 | 3     | 5:00  | Nottingham, Angleterre                 |                          |
| Victoire | 6-3    | Jorge Lopez       | Décision partagée        | UFC on Fuel TV: Korean Zombie vs. Poirier                 | 15 mai 2012       | 3     | 5:00  | Fairfax, Virginie, États-Unis          |                          |
| Défaite  | 5-3    | Duane Ludwig      | Décision unanime         | UFC Live: Hardy vs. Lytle                                 | 14 août 2011      | 3     | 5:00  | Milwaukee, Wisconsin, États-Unis       |                          |
| Victoire | 5-2    | DaMarques Johnson | Soumission (frappes)     | UFC Fight Night: Seattle                                  | 26 mars 2011      | 2     | 3:27  | Seattle, Washington, États-Unis        |                          |
| Victoire | 4-2    | Peter Sobotta     | Décision unanime         | UFC 122: Marquardt vs. Okami                              | 13 novembre 2010  | 3     | 5:00  | Oberhausen, Allemagne                  |                          |
| Défaite  | 3-2    | Dong Hyun Kim     | Décision unanime         | UFC 114: Rampage vs. Evans                                | 29 mai 2010       | 3     | 5:00  | Las Vegas, Nevada, États-Unis          |                          |
| Victoire | 3–1    | Brad Blackburn    | Décision unanime         | UFC Fight Night 20: Maynard vs. Diaz                      | 11 janvier 2010   | 3     | 5:00  | Fairfax, Virginie, États-Unis          |                          |
| Victoire | 2–1    | Phil Baroni       | Décision unanime         | UFC 106: Ortiz vs. Griffin 2                              | 21 novembre 2009  | 3     | 5:00  | Las Vegas, Nevada, États-Unis          |                          |
| Défaite  | 1-1    | Johny Hendricks   | TKO (coups de poing)     | UFC 101: Declaration                                      | 8 août 2009       | 1     | 0:29  | Philadelphie, Pennsylvanie, États-Unis | Début en poids mi-moyen. |
| Victoire | 1-0    | C.B. Dollaway     | Soumission (clé de bras) | The Ultimate Fighter: Team Rampage vs Team Forrest Finale | 21 juin 2008      | 1     | 3:02  | Las Vegas, Nevada, États-Unis          |                          |